# Myrmecoptinus vietnamensis
Myrmecoptinus vietnamensis is een keversoort uit de familie klopkevers (Ptinidae). De wetenschappelijke naam van de soort werd in 1997 gepubliceerd door Jerzy Borowski.